# Birma na Letnich Igrzyskach Olimpijskich 1956
Birmę na Letnich Igrzyskach Olimpijskich 1956 reprezentowało 11 zawodników, byli to sami mężczyźni.

## Skład kadry

### Boks
- Ye Swe
  - Waga musza - 9. miejsce

- Thein Myint
  - Waga kogucia - 9. miejsce

- Ye Chit
  - Waga piórkowa - 9. miejsce

- Terrence Oung
  - Waga lekkopółśrednia - 17. miejsce

### Lekkoatletyka
- Myitung Naw
  - Maraton - 26. miejsce
  - Bieg na 10000 m - nie ukończył

### Podnoszenie ciężarów
- Aw Chu Kee
  - Waga kogucia - 11. miejsce

- Tun Maung Kywe
  - Waga piórkowa - 14. miejsce

- Nil Tun Maung
  - Waga lekka - 8. miejsce

### Żeglarstwo
- Lwin U Maung Maung
  - Klasa Finn - 19. miejsce

- Gyi Khin Pe
Chow Park Wing
  - Klasa Tornado wagi ciężkiej - 13. miejsce